# Cherāghchī
Cherāghchī (persiska: چراغچی) är en ort i Iran.   Den ligger i provinsen Östazarbaijan, i den nordvästra delen av landet, 500 km nordväst om huvudstaden Teheran. Cherāghchī ligger 1 730 meter över havet och antalet invånare är 421.
Terrängen runt Cherāghchī är kuperad åt sydväst, men åt nordost är den platt. Cherāghchī ligger nere i en dal.Runt Cherāghchī är det ganska glesbefolkat, med 22 invånare per kvadratkilometer. Närmaste större samhälle är Tīkmeh Dāsh, 18,8 km nordost om Cherāghchī. Trakten runt Cherāghchī består i huvudsak av gräsmarker.